# Villa Gehben

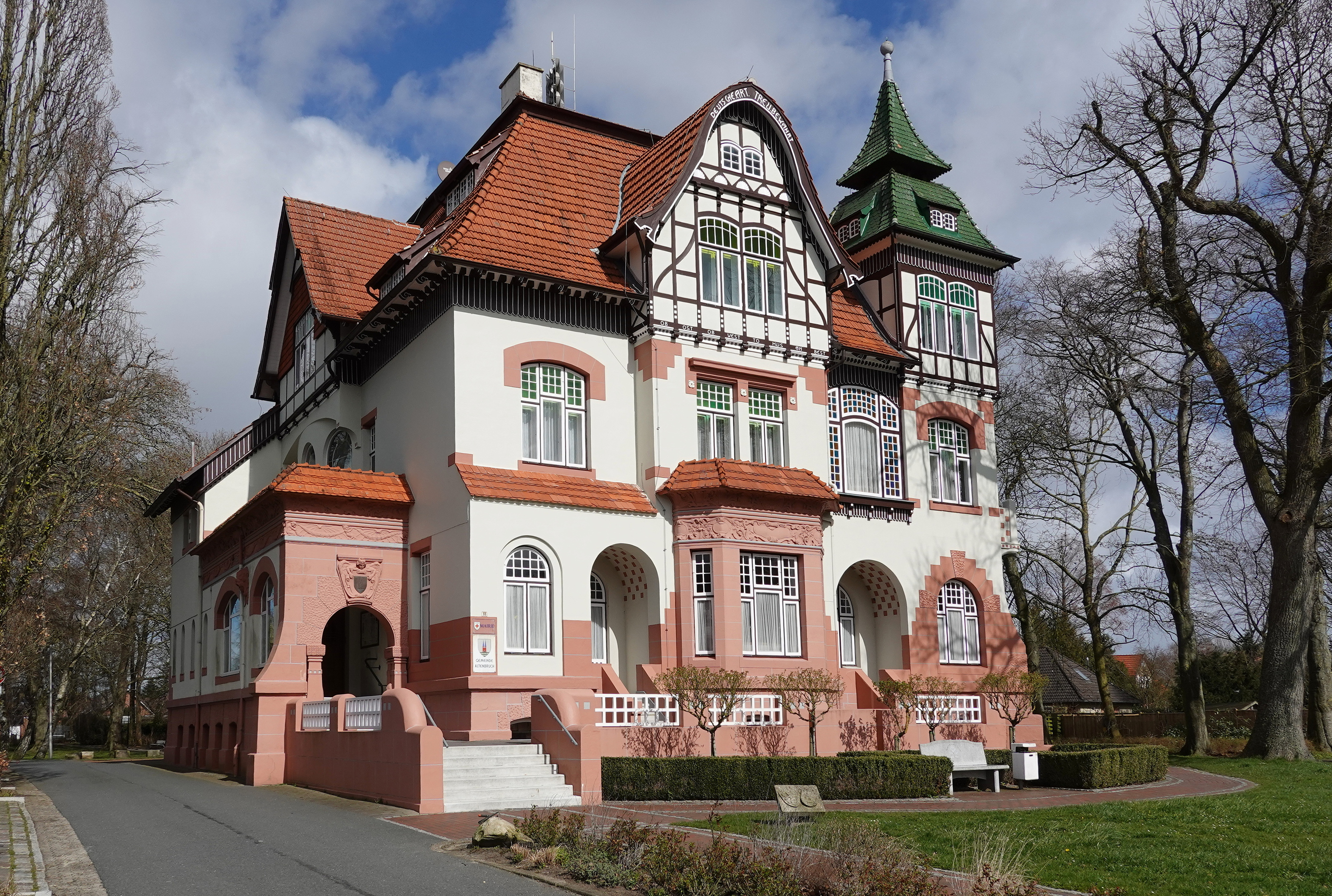
Villa Gehben

Die Villa Gehben in Cuxhaven-Altenbruch, Alter Weg 18, gegenüber der St.-Nicolai-Kirche, war von 1958 bis 1972 das Rathaus des Ortsteils und steht unter niedersächsischem Denkmalschutz und ist in der Liste der Baudenkmale der Außenbezirke der Stadt Cuxhaven enthalten.

## Geschichte
1280 wurde Altenbruch erstmals erwähnt.
Der Ortsteil hatte 1910, kurz nachdem die Villa entstand, 2588 Einwohner und hat heute (2018) 3760 Einwohner.
Die zweigeschossige repräsentative historisierende verputzte Villa von 1908 mit einem Walmdach, dem prägenden mittleren Giebelrisalit mit seinem Schweifgiebel, sowie mit dem seitlichen 3-gesch. Türmchen, den Erkern und Loggien wurde mit Jugendstilelementen nach Plänen von Achmet Steinmetz für den in den USA lebenden Farmer Ernst-Julius Gehben (1844–1916) gebaut. Der in Altenbruch geborene Gehben wollte ein wesentlich kleineres Haus als Alterssitz. Die Ursache, dass das Haus größer wurde, soll ein Missverständnis über die Maßeinheiten zwischen dem amerikanischen Auftraggeber und dem deutschen Architekten gewesen sein. Der Einbau der Glasmalereien von Louis Comfort Tiffany aus den USA gestaltete sich wegen der Längendifferenzen als schwierig.
Die Villa wurde 1958 von den Erben an die Gemeinde Altenbruch verkauft, die sie als Rathaus nutzte. Die Stadt Cuxhaven hat nach der Eingemeindung von Altenbruch das Haus 1972 fachgerecht im ursprünglichen Jugendstil saniert.

Nach 1972 wurde die Villa Begegnungsstätte und kultureller Mittelpunkt, genutzt vom Verkehrsverein, von Verwaltungsstellen, vom Ortsrat Altenbruch sowie für Trauungen. Hinter der Villa befindet sich der Bürgerpark.
Der Architekt Achmet Steinmetz (1878–1947) plante in Cuxhaven u. a. auch die Schule Groden, das Wohn- und Geschäftshaus Nordersteinstraße, Einfamilienhaus Papenstraße 145 und sein Haus Wißmannstraße 8.